# Hartmut Haenchen
Hartmut Haenchen, né le 21 mars 1943 à Dresde, est un chef d'orchestre allemand.

## Biographie
Né à Dresde, Hartmut Haenchen entame sa carrière artistique dans sa ville natale comme membre du Dresdner Kreuzchor sous la direction de Rudolf Mauersberger. Il a seulement 15 ans, lorsqu'il dirige plusieurs concerts en tant que chef de chœur et deux ans plus tard, il fait sensation en ressuscitant un Requiem de Johann Adolph Hasse. Cette œuvre, son premier enregistrement radiophonique, lui ouvre alors les portes de la Hochschule für Musik de Dresde, où il étudie dès 1960 la direction, le chant et la pédagogie. En 1966, il finit ses études en recevant la plus haute distinction. Ensuite il s'inscrit dans les classes de maître à Berlin, Leningrad  et à l'Été de Carinthie  en Autriche. En outre, il se perfectionne en suivant des stages au Festival de Bayreuth avec Pierre Boulez et auprès d'Herbert von Karajan, Ievgueni Mravinski et Arvīds Jansons.
Après ses débuts en tant que jeune chef de chœur, Hartmut Haenchen entame sa carrière à Halle comme directeur de la Robert-Franz-Singakademie et chef d'orchestre de la Philharmonie de Halle. En 1971, il remporte le premier prix du Concours de direction Carl Maria von Weber à Dresde. À la suite de cela, il devient en 1972 maître de chapelle de l'Orchestre de Zwickau et fait ses débuts avec Boris Godounov de Modeste Moussorgski au Staatsoper Unter den Linden Berlin , qu'il dirigera en tant que chef invité permanent jusqu'en 1986 et de 1993 à 1995. De 1973 à 1976, il dirige la Orchestre philharmonique de Dresde et parallèlement, il est chef invité permanent du Semperoper de Dresde. Tout comme Kurt Masur et Klaus Tennstedt, il assure la fonction de directeur musical de la Mecklenburgische Staatskapelle et du Staatstheater de Schwerin de 1976 à 1979. Il est invité régulièrement à l'Opéra-Comique de Berlin de 1980 à 1996.
En 1980, il est nommé directeur artistique de l'Orchestre de Chambre Carl Philipp Emanuel Bach à Berlin. Avec cette formation, qui compte parmi les orchestres de chambre les plus éminents, il réalise maintes tournées, des enregistrements pour la télévision et de nombreux enregistrements, avec lesquels il remporte plusieurs prix.
De 1986 à 1999, Hartmut Haenchen, également professeur à la Musikhochschule de Dresde pendant cette période, occupe le poste de directeur musical de l’Opéra national des Pays-Bas et de 1986 à 2002, celui de premier chef du Nederlands Philharmonisch Orkest et du Nederlands Kamerorkest. Durant cette période, il a dirigé les créations de plus de 70 productions d'opéra avec des œuvres de Bartók, Berg, Berlioz, Mozart, Puccini, Reimann, Saint-Saëns, Chostakovitch, Strauss, Verdi, Wagner et Zimmermann.
Après avoir complété le cycle du Ring pour l’Opéra d’Amsterdam, il change de fonction et devient premier chef invité. Une nouvelle production du Vaisseau fantôme de Wagner à Amsterdam sort en DVD et Blu-ray. Refusant la décision politique de réduire les budgets du l'Orchestre philharmonique des Pays-Bas (Nederlands Philharmonisch Orkest) et de l'orchestre de chambre des Pays-Bas (Nederlands Kamerorkest), Hartmut Haenchen donne sa démission aux deux ensembles.
Il est régulièrement invité à diriger des orchestres de renommée internationale en Europe, tels l'Orchestre philharmonique de Berlin, la Staatskapelle de Dresde, le Orchestre du Gewandhaus de Leipzig et le Orchestre royal du Concertgebouw, mais aussi au Japon, en Chine à Hong Kong, aux États-Unis et au Canada.
En 2016-2017, il dirige une nouvelle production de Parsifal au Festival de Bayreuth enregistrée par Deutsche Grammophon, Tristan und Isolde et Elektra à l’Opéra de Lyon, Così fan tutte au Grand Théâtre de Genève. Il poursuit son projet War & Peace et prévoit de diriger l’intégrale des symphonies d'Anton Bruckner dans leur nouvelle édition critique.

## Récompenses et affiliations
De nombreux prix récompensent son travail artistique. En 1984, il reçoit Kunstpreis der DDR et en 1988 le Deutscher Schallplattenpreis. Il est le premier Allemand à être nommé Chevalier dans l’Ordre du Lion néerlandais. De 1996 à 2002, il est homme libre d’Amsterdam. En 2006, il reçoit la citoyenneté néerlandaise d’honneur. En octobre 2008, il reçoit l’Ordre du Mérite de la République fédérale d'Allemagne. En 2018, Hartmut Haenchen a reçu le prix Richard Wagner de la Richard Wagner Foundation Leipzig.
En 2009, il reçoit le Grand prix de la critique de Paris. En 2011, le DVD Gustav Mahler Symphonie no 6 lui vaut un Diapason d'or et le Grand prix de la critique 2011. Il reçoit le Prix de l'Europe francophone pour Parsifal produit à Bruxelles. Haenchen est membre de l’Académie des Arts de Saxe. En septembre 2013, il reçoit le doctorat honorifique de l’Université de Musique Carl Maria von Weber de Dresde. Opernwelt: chef d’orchestre de l’année 2017.

## Discographie
Hartmut Haenchen a gravé plus de 130 enregistrements et DVDs pour Eterna, Berlin Classics, BMG, Capriccio, Deutsche Grammophon, Philips, EMI, Sony Classical, Vanguard, Opus Arte, Euroart, ICA, notamment. Parmi eux, il faut noter :
- Trois enregistrements complets du Der Ring des Nibelungen
- Le Vaisseau Fantôme,
- Mahler, Symphonies nos 1 et 3 à 9.

Chez Berlin Classics : 
- Johann David Heinichen, La Gara degli Dei (première mondiale)
- C.P.E. Bach, Les dernières souffrances du Rédempteur
- W. A. Mozart, trois dernières symphonies
- C.P.E. Bach, Les dernières souffrances du Rédempteur pour le 25e anniversaire de l'Orchestre de chambre C.P.E. Bach en septembre 1994

### Sélection chronologique
- Paul-Heinz Dittrich, Cantus 1, Siegfried Matthus: Responso, 1979, Nova 8 85 194
- Reiner Bredemeyer, Concerto pour hautbois, 1991, Berlin Classics 0013032BC
- Hornkonzerte der Vorklassik - Peter Damm, 1981, Berlin Classics 0032102BC
- Felix Mendelssohn, Symphonie no 3 « Écossaise », Ouverture les Hébrides, 1981, Berlin Classics 0093562BC
- Friedrich II, Symphonies et concertos pour flûte - Manfred Friedrich, 1982, Capriccio 10064
- Wolfgang Amadeus Mozart, Giuseppe Ferlendis et Franz Anton Rößler - Burkhard Glätzner, 1984, Capriccio 10 087
- C.Ph.E. Bach : Berliner Sinfonien, 1985, Capriccio 10103
- C.Ph.E. Bach : Flötenkonzerte - Eckart Haupt, 1985, Capriccio 10104/10105
- C.Ph.E. Bach : Orgelkonzerte - Roland Münch, 1985, Capriccio 10135
- C.Ph.E. Bach : Streichersinfonien Wq 182, 1985 Capriccio 51 033
- C.Ph.E. Bach : Vier Orchestersinfonien, 1986, Capriccio 10175
- Wolfgang Amadeus Mozart : Flötenkonzerte und Konzert für Flöte - Werner Tast, 1987, Eterna 7 28 022CD
- Wolfgang Amadeus Mozart : Sinfonie Nr. 35 (Hafner), Sinfonie Nr. 40 g-Moll (1. Fassung), 1987, Vanguard 99012
- Franz Schubert : Sinfonien Nr. 4 et Unvollendete, 1987, Vanguard Classics 99015
- Wolfgang Amadeus Mozart : Marsch Nr. 1–2 KV 335, Serenade Nr. 9 D-Dur KV 320 (Posthorn), Divertimento Nr. 3 F-Dur KV 138, 1987, ARCADE 01271061
- Georg Friedrich Händel : Arien - Jochen Kowalski, 1987, Eterna 3 29 099
- Franz Schubert : Sinfonien Nr. 4 et Unvollendete, 1987, Vanguard Classics 99015
- Wolfgang Amadeus Mozart : Sinfonie Nr. 36 (Linzer), Sinfonie Nr. 41 (Jupiter), 1987, Vanguard Classics 99014
- Joseph Haydn : Sinfonien Nr. 26, 44, 49, 1988, Berlin Classics 1013-2, CD des Jahres 1993 AVRO’s Platenzaak
- Christoph Willibald Gluck : Orfeo ed Euridice, 1988, Capriccio 60008-2
- C.Ph.E. Bach : Magnificat und zwei Berliner Sinfonien - Věnceslava Hrubá-Freiberger, Barbara Bornemann, Peter Schreier, Olaf Bär, 1988, Berlin Classics 0110 011
- Anton Bruckner, Symphonie no 3, 1989, Laserlight 14002
- Gustav Mahler, Symphonies nos 6 et 7, 1989, Capriccio 10 643
- Joseph Haydn, Symphonies nos 43, 45, 59, 1989, Berlin Classics 0110 014
- Joseph Haydn, Symphonies nos 31, 73, 82, 1989, Berlin Classics BC 1028-2
- Siegfried Matthus, Die Weise von Liebe und Tod des Cornet Christoph Rilke, 1990, BMG 74321 73543 2
- Anton Bruckner, Symphonie no 9, 1990, Laserlight 14138
- Wolfgang Amadeus Mozart, Sinfonia concertante KV 297b et concerto pour flûte et harpe - Werner Tast und Katharina Hanstedt, 1990, Berlin Classics 0120 004
- Wolfgang Amadeus Mozart, Concertone et Sinfonia concertante KV 364- Thorsten Rosenbusch, Christian Trompler et Erich Krüger, 1990, Berlin Classics 0120 003
- Joseph Haydn, Symphonies nos 48, 53, 85, 1990, Berlin Classics  0110 024
- Ludwig van Beethoven, Symphonie no 8 en fa majeur, op. 93 ; Antonín Dvorák, Symphonie no 8 en sol majeur op. 88, 1991, Vanguard Classics 99016
- Anton Bruckner, Symphonie no 7, 1991, Laserlight COCO 78031
- Carl Maria von Weber, Symphonie no 1 ; Felix Mendelssohn, Symphonie no 10 en si mineur ; Hugo Wolf, Italienische Serenade ; Richard Wagner, Siegfried-Idyll, 1991, Sony Classical SK 53109
- Konzert am Preußischen Hof - Thorsten Rosenbusch, Erich Krüger, Christian Trompler, Karl-Heinz Schröter, Christine Schornsheim, Klaus Kirbach, 1991, Berlin Classics 1040-2
- Joseph Haydn, Symphonies nos 94, 103, 60, 1991, Berlin Classics 1027-2
- Gustav Mahler, Symphonie no 4, 1991, Brilliant Classics 99549-5
- Peter Tchaikovski, Symphonie no 5, 1991, Vanguard Classics 99017
- C.P.E. Bach, Symphonie en ré majeur ; Wolfgang Amadeus Mozart, Eine kleine Nachtmusik ; Johann Sebastian Bach, 3e concerto brandebourgeois ; Benjamin Britten, Simple Symphony ; Georg Friedrich Haendel, Wassermusik, Suite no 2, 1991, Sony Classical SK 4806
- Giovanni Pergolesi, Stabat mater - Dennis Naseband et Jochen Kowalski, 1992, Berlin Classics BC 1047-2
- Gustav Mahler – Streichquartettbearbeitungen : Ludwig van Beethoven : Streichquartett f-Moll Op. 95, Franz Schubert : Streichquartett d-Moll D 810 Der Tod und das Mädchen , 1992, Berlin Classics 0010642
- Italienische und deutsche Weihnachtsmusik, 1992, Sony Classical S2K 53266
- Wassermusik : Georg Friedrich Händel et Georg Philipp Telemann, 1992, Berlin Classics 1051-2
- Wolfgang Amadeus Mozart, Arias de concerts - Christiane Oelze, 1993, Berlin Classics 0013252BC
- Joseph Haydn, Symphonies nos 22, 55, 64, 1993, Berlin Classics  0011092BC
- Wilhelm Friedemann Bach, Œuvres pour orchestre, 1993, Berlin Classics B001FY2KVW
- Richard Strauss, Also sprach Zarathustra, Metamorphoses, 1993, Laserlight 14281
- Franz Schubert, Symphonies nos 8 et 9, 1993, NedPhO 101
- Pietro Locatelli, Concerti grossi op. 7, 1994, Berlin Classics 0011332BC
- Johann Sebastian Bach, Cantates 35, 169, 49 - Jochen Kowalski und Raphael Alpermann, 1994, Berlin Classics 0011322BC
- Johann Christian Bach, Symphonies en sol mineur, op. 6 no 6 ; Wolfgang Amadeus Mozart, Symphonie no 40, KV 550 (première version) ; Franz Schubert, Symphonie no 5, 1995, Sony Classical SMK 93831
- Franz Liszt, Eine Sinfonie zu Dantes « Divina Commedia », A la Chapelle Sixtine (Weltpremiere), 1995, Capriccio 10 736
- Cellokonzerte des 18. Jahrhunderts von C.Ph.E. Bach (A-Dur), Nicola Porpora (G-Dur), Joseph Haydn (Nr. 2 D-Dur) - Jens Peter Maintz, 1996, Philips 456015-2
- Gustav Mahler, Symphonies nos 3 et 9, 1998, NedPhO 1016-1017
- Richard Strauss, Don Juan, Tod und Verklärung, Suite de Frau ohne Schatten, 1998, NedPhO 1020
- Richard Strauss, Eine Alpensinfonie, Burleske (Markus Groh), 1999, NedPhO 1021
- Gustav Mahler : Sinfonie Nr. 5, 2001, SACD Pentagon PTC 5 186 004
- Gustav Mahler, Symphonies nos 1 et 8 « Symphonie des mille », 2002, ica ICAC 5094
- Johann David Heinichen, La Gara degli Dei - Alexandra Coku, Carola Höhn, Simone Nold, Katharina Kammerloher, Carola Höhn, Annette Markert, Ralph Eschrig, Olaf Bär, 2003, Berlin Classics 0300544BC
- Klassische Violinkonzerte. Werke von W.A. Mozart (Rondo C-Dur KV 373, Konzert G-Dur KV 216), M. Haydn (Konzert B-Dur), F. Schubert (Rondo A-Dur D 438) - Baiba Skride, 2004, Sony Classical 92939
- Richard Wagner : Der Ring des Nibelungen, 2006, SACD Et'Cetera KTC5504
- C.Ph.E. Bach, Die letzten Leiden des Erlösers - Christina Landshamer, Christiane Oelze, Anke Vondung, Maximilian Schmitt, Roman Trekel und RIAS-Kammerchor, 2014, Berlin Classics 0300575BC
- Wolfgang Amadeus Mozart, Symphonies nos 39, 40 et 41, 2014, Berlin Classics 0300587BC
- Bruckner, Symphonie no 8, 2017 Genuin 18622

DVD
- C.P.E. Bach, Die letzten Leiden des Erlösers - Christine Schäfer, Ellen Schuring, Thomas Dewald, Roman Trekel et Hallenser Madrigalisten, 1994, DVD: EuroArts 2060808
- Mozart, Divertimento en mi bémol majeur KV 113, Symphonie no 41 en ut majeur « Jupiter », Concerto pour piano en ré mineur - Stefan Vladar, piano, 2005, DVD EuroArts 2055088
- Mozart, Discovering Masterpieces : Symphonie Jupiter, avec introduction de Hartmut Haenchen, 2006, DVD EuroArts 2056018
- Wagner, Der Ring des Nibelungen, 1999, DVD, OpusArte OA1094BD
- Wagner, Der fliegende Holländer, 2010, DVD, Opus Arte 4947487
- Wagner, Parsifal, 2016, DVD Deutsche Grammophon 004400735350

## Livres
- Bas van Putten (éd.) : Twijfel als Wapen, Hartmut Haenchen over muziek.  (ISBN 90-6868-157-5). traduction allemande
- Von der Unvereinbarkeit von Macht und Liebe / Over de onverenigbaarheid van macht en liefde. Schriften mit 4 CDs, éd. DNO,  (ISBN 90-5082-111-1), bilingue : Hartmut Haenchen sur « Der Ring des Nibelungen » de Wagner
- Gustav Mahlers fiktive Briefe. individuellement dans 14 volumes ou emboîtage, Pfau-Verlag,  (ISBN 978-3-89727-290-3) (germano-néerlandaise).
- Collected Writings sont à l'automne 2013. sous le titre Werktreue und Interpretation (« Fidélité et interprétation ») dans le Pfau-Verlag, Saarbrücken erschienen (vol. 1:  (ISBN 978-3-89727-499-0), vol. 2:  (ISBN 978-3-89727-500-3), boitier des deux volumes :  (ISBN 978-3-89727-501-0).), 2e édition 2016.

## Documentaire
- De hemel boven Dresden (Le ciel au dessus de Dresde), documentaire néerlandais sur la vie de Hartmut Haenchens, qui reçoit la Palme d’or 2015 au festival du film de Montreux. Les auteurs en sont Paul Cohen et Martijn van Haalen[2].

## Exposition
- Grenzüberschreitungen – Vom Dresdner Kreuzchor zur Mailänder Scala, Rapport sur l'ouverture de l'exposition dans l'État de Saxe et Bibliothèque de l’Université.